# Daniel Arasse
Daniel Arasse (Algeri, 5 novembre 1944 – Parigi, 14 dicembre 2003) è stato uno storico dell'arte francese, specialista del Rinascimento e dell'Arte italiana.
Oltre al suo ruolo accademico, Daniel Arasse è considerato ed apprezzato come grande divulgatore  per le sue analisi di opere pittoriche nelle quali evita interpretazioni audaci e cerca di mettere in evidenza le cose visibili da tutti (come ad esempio nella sua analisi del cassone e del nudo presenti nella Venere di Urbino di Tiziano).

## Biografia
Si laurea come primo dei laureati nel 1965 alla École normale supérieure, ed inizia una tesi alla Sorbona con André Chastel sull'arte italiana del Rinascimento focalizzata su San Bernardino da Siena; a seguito di un incidente, raccontato da Arasse nella pubblicazione Histoires de peintures (« La Thèse volée »), cambia relatore e soggetto andando a lavorare con sotto la direzione di Louis Marin alla École des hautes études en sciences sociales (EHESS).
Dal 1969 al 1993, insegna storia dell'arte dal XV al XIX secolo dapprima all'Università Parigi IV e quindi all'Università Parigi I. Dal 1971 al 1973, è membro dell'École française di Roma. Dal 1982 al 1989 dirige l'Istituto Francese di Firenze dove crea il festival France Cinéma. A partire dal 1993, è direttore di studio all'EHESS.
Nel 2003 è il curatore della mostra su Botticelli al musée du Luxembourg di Parigi.
Nel maggio dello stesso anno partecipa ad un documentario su un quadro, La madonna di Laroque. In questo contesto, espone la sua idea che il quadro potrebbe essere stato realizzato nella bottega di Leonardo, a Milano, tra il 1490 e il 1495. Per inciso, successive indagini hanno smentito che il quadro potesse essere opera dello stesso Leonardo 
È morto a 59 anni, per una sclerosi laterale amiotrofica che lo affliggeva da due anni.

## Opere
- L'Univers de Léonard de Vinci, coll. « Les Carnets de dessin », Henri Screpel, 1978.
- L'uomo in prospettiva. I primitivi italiani (L'Homme en perspective. Les primitifs d'Italie, 1978), traduzione di Luca Bianco, Collana Grandi Opere, Torino, Einaudi, 2019, ISBN 978-88-062-4305-0.
- L'uomo in gioco. I geni del Rinascimento (L'Homme en jeu. Génies de la Renaissance italienne, 1980), Collana Grandi Opere, Torino, Einaudi, 2020, ISBN 978-88-062-4420-0.
- Tiziano. Venere d'Urbino, Arsenale, 1986-1999, ISBN 978-88-774-3000-7.
- La ghigliottina e l'immaginario del terrore (La Guillotine et l'Imaginaire de la terreur, 1987), Xenia, 1988.
- L'uomo dell'Illuminismo, a cura di Michel Vovelle, Roma-Bari, Laterza 1992.
- Il dettaglio. La pittura vista da vicino (Le Détail. Pour une histoire rapprochée de la peinture, 1992), traduzione di Aurelio Pino, Collana La Cultura, Milano, Il Saggiatore, 2007, ISBN 978-88-428-1436-8. - Ed. illustrata, Milano, Il Saggiatore, 2023, ISBN  978-88-428-3349-9.
- L'Ambition de Vermeer, Adam Biro, 1993.
  -  L'ambizione di Vermeer, traduzione di Mauro Bertani, Collana Biblioteca, Torino, Einaudi, 2006, ISBN 978-88-061-7903-8.
  -  L'ambizione di Vermeer, traduzione di Valeria Zini, Collana Saggi, Roma, Carocci, 2019, ISBN 978-88-430-9640-4.
- Il soggetto nel quadro. Saggi d'iconografia analitica (Le Sujet dans le tableau. Essais d'iconographie analytique, 1997), a cura di Sara Longo, Collana Segni del pensiero, ETS, 2010, ISBN 978-88-467-2588-2.
- Leonardo. Il ritmo del mondo (Léonard de Vinci. Le rythme du monde, 1997), traduzione di Cristiano Screm, Milano, Jaca Book, 2019, ISBN 978-88-166-0590-9.
- La Renaissance maniériste, in collaborazione con Andreas Tönnesman, Collection « Univers des formes », Paris, Gallimard, 1997.
- L'Art italien du ive siècle à la Renaissance, in collaborazione con Philippe Morel et Marco D'Onofrio, Citadelle-Mazenod.
- L'annunciazione italiana. Una storia della prospettiva ( L'Annonciation italienne. Une histoire de perspective, 1999), Collana Usher arte, Volo, 2009, ISBN 978-88-950-6535- 9.
- Non si vede niente. Descrizioni (On n'y voit rien. Descriptions, 2000), Artemide 2005, ISBN 978-88-757-5013-8; Collana Piccola Biblioteca Einaudi. Mappe, Torino, Einaudi, 2013, ISBN 9788806215170.
- Anselm Kiefer, Éditions du Regard, 2001, (riedito nel 2010), ISBN 978-2-84105-254-7.
- Raphaël grâce et beauté, Skira (capitolo L'Atelier de la grâce), 2001, ISBN 88-8491-150-8.
- L'Apparition à Marie-Madeleine, participation à un des 3 textes de l'ouvrage, avec Marianne Alphant essayiste et Guy Lafon théologien, Desclée de Brouwer, 2001, ISBN 2-220-04988-4.
- Les Visions de Raphaël, Liana Levi, 2003.
- Botticelli, a cura di Pierluigi De Vecchi e D. Arasse, Milano, Skira, 2004, ISBN 978-88-849-1760-7.
- Botticelli e Filippino. L'inquietudine e la grazia nella pittura fiorentina del '400, a cura di Pierluigi De Vecchi, D. Arasse e Jonathan Nelson, Milano, Skira, 2005, ISBN 978-88-849-1761-4.
- Storie di pitture ( Histoires de peintures, 2004), Collana Piccola Biblioteca Einaudi. Mappe, Torino, Einaudi, 2014, ISBN 978-88-062-2191-1. [postumo]
- Décors italiens de la Renaissance, in collaborazione con Philippe Morel, Hazan, 2009. [postumo]
- Il ritratto del diavolo (Le Portraite du Diable, 2010), Collana Figure, Nottetempo, 2012, ISBN 978-88-745-2337-5. [postumo]
- Léonard de Vinci, Hazan, 2011, ISBN 978-27-541-0581-1. [postumo]